# Nokia C12
Nokia C12 — смартфон початкового рівня, розроблений компанією HMD Global під брендом Nokia. Був представлений 18 січня 2023 року. Також для ринку Індії були представлені Nokia C12 Pro з більшим об'ємом батареї та Nokia C12 Plus з тим самим об'ємом батареї, що і Nokia C12 Pro, але меншим об'ємом пам'яті.

## Дизайн
Екран виконаний зі скла,  а корпус — з пластику, що має хвилясту фактуру. Пристрої отримали захист від бризок та пилу по стандарту IP52.
Знизу знаходяться роз'єм microUSB та мікрофон, зверху — 3,5 мм аудіороз'єм, а справа — гойдалка регулювання гучності та кнопка блокування. Під знімною задньою панеллю розміщені слоти під 2 SIM-картки і карту пам'яті формату microSD до 256 ГБ. Ззаду в обох моделей розміщені динамік з цяткою, що випирає, аби у лежачому положенні не перекривався динамік, логотип та блок камери з LED-спалахом.
Смартфони продавалися в 3 кольорах: деревне вугілля (сірий), темно-бірюзовому та світла м'ята (зелений).

## Технічні характеристики

### Апаратне забезпечення
Смартфони отримали процесор UNISOC SC9863A1 з графічним процесором IMG8322. Nokia C12 та C12 Pro продавалися в конфігураціях 2/64 та 3/64 ГБ, а Nokia C12 Plus —  2/32 ГБ.
Nokia C12 отримав батарею об'ємом 3000 мА·год, а C12 Plus та C12 Pro — 4000 мА·год. Також є можливість самостійної заміни батареї.
Екран IPS LCD, 6,3", HD+ (1600 × 720) зі співвідношенням сторін 20:9, щільністю пікселів 278 ppi та краплеподібним вирізом під передню камеру.
Смартфони отримали основну камеру на 8 Мп з діафрагмою f/2.2 і автофокусом та фронтальну на 5 Мп з діафрагмою f/2.4. Обидві камери вміють записувати відео в роздільній здатності 720p@30fps.

### Програмне забезпечення
Смартфони були випущені на Android 12 (Go Edition).